# Roze napslak
De roze napslak (Emarginula rosea) is een slakkensoort uit de familie van de Fissurellidae. De wetenschappelijke naam van de soort is voor het eerst geldig gepubliceerd in 1824 door Bell.